# Rigoberto Fuentes
Rigoberto Fuentes Galeano (San Sebastián de Yalí, Jinotega, 11 de febrero de 1992) es un futbolista nicaragüense que juega como defensa y su actual equipo es el Managua FC de la Liga Primera de Nicaragua.

## Clubes
| Club                 | País      | Año             | Partidos | Goles |
| -------------------- | --------- | --------------- | -------- | ----- |
| ART Municipal Jalapa | Nicaragua | 2013 - 2016     | P        | G     |
| Diriangen FC         | Nicaragua | 2016            | P        | 1     |
| Managua FC           | Nicaragua | 2017 - Presente | 7        | 0     |